# Herrin (Frankrijk)
Herrin is een gemeente in het Franse Noorderdepartement in de regio Hauts-de-France en telt 373 inwoners (1999). De plaats maakt deel uit van het arrondissement Rijsel.

## Geografie
De oppervlakte van Herrin bedraagt 2,2 km², de bevolkingsdichtheid is 169,5 inwoners per km².
Aan de noordgrens van de gemeente ligt het Deulekanaal.

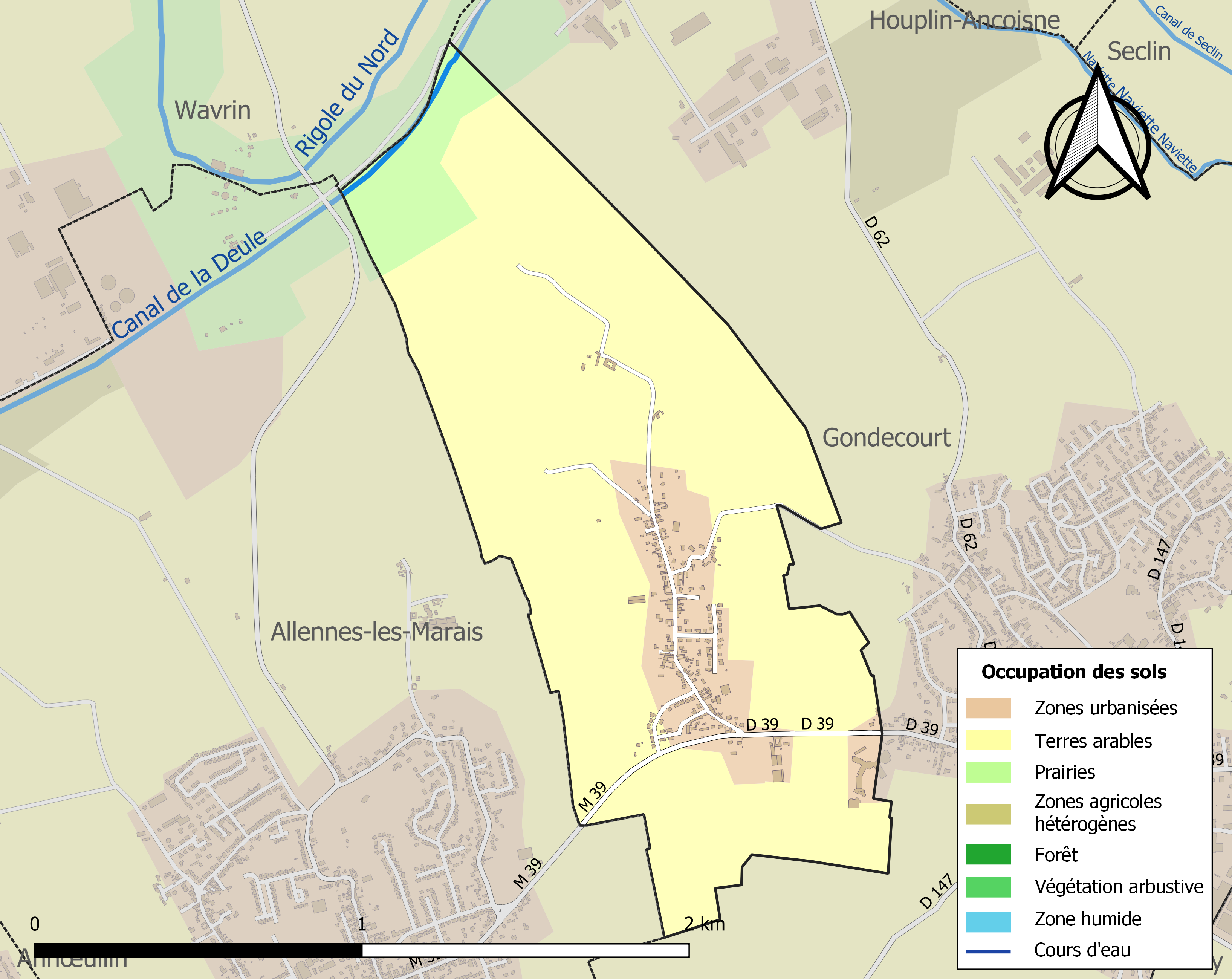
Kaart van de gemeente met de belangrijkste infrastructuur, bodemgebruik en omliggende gemeenten

## Demografie
Onderstaande figuur toont het verloop van het inwonertal (bron: INSEE-tellingen).